# Gustavo Semino
Gustavo Adrián Semino (Villa Martelli, Provincia de Buenos Aires, Argentina; 7 de julio de 1977) es un exfutbolista argentino. Jugaba como marcador central y su primer equipo fue Atlético Rafaela. Su último club antes de retirarse fue Tacuarembó de Uruguay.
Actualmente enseña fútbol a los internos de la Unidad Penal de Menores de Posadas, Misiones.

## Trayectoria
Jugó en Rangers de Chile entre los años 2002 y 2003, dejando un gran recuerdo en la hinchada. En el 2005 llegó a Gimnasia y Esgrima La Plata de la Primera División del Fútbol Argentino, con el que jugó la Copa Sudamericana 2006 y la Copa Libertadores 2007. En el receso de invierno de 2007 retornó al Atlético Rafaela, club al cual le pertenece el pase del jugador. En el 2008 vuelve a Chile, ahora a Huachipato, sin embargo a mitad del Torneo de Apertura es castigado con 5 fechas y luego despedido del club, En el año 2009 ficha por Tacuarembó de Uruguay.
A mediados de 2012 se incorpora a Guaraní Antonio Franco, club recientemente ascendido al Torneo Argentino A.
A finales del 2013 se marcha de Guaraní Antonio Franco debido a su bajo rendimiento, para formar parte del club Exalumnos 185 de Oberá, por ese entonces reciente ascendido al Torneo Argentino B. En julio de 2014 se concreta su llegada a Huracán de Goya.

## Clubes
| Club                        | País      | Año       |
| --------------------------- | --------- | --------- |
| Atlético Rafaela            | Argentina | 1996-1997 |
| Unión de Santa Fe           | Argentina | 1997-1998 |
| Atlético Rafaela            | Argentina | 1998-1999 |
| Platense                    | Argentina | 1999-2000 |
| Atlético Rafaela            | Argentina | 2000-2001 |
| Rangers                     | Chile     | 2002-2003 |
| Atlético Rafaela            | Argentina | 2004-2005 |
| Gimnasia y Esgrima La Plata | Argentina | 2005-2007 |
| Atlético Rafaela            | Argentina | 2007      |
| Huachipato                  | Chile     | 2008      |
| Unión La Calera             | Chile     | 2008      |
| Tacuarembó                  | Uruguay   | 2009      |
| Crucero del Norte           | Argentina | 2010-2012 |
| Guaraní Antonio Franco      | Argentina | 2012-2013 |
| Exalumnos 185 de Oberá      | Argentina | 2013-2014 |
| Huracán de Goya             | Argentina | 2014      |
| El Brete de Posadas         | Argentina | 2015-2016 |
| Tacuarembó                  | Uruguay   | 2016      |